# 馬薩皮夸 (紐約州)
馬薩皮夸（英語：Massapequa）是位於美國紐約州拿騷縣的普查規定居民點。

## 人口
根據2020年美國人口普查的數據，馬薩皮夸的面積為10.34平方千米，當中陸地面積為9.22平方千米，而水域面積為1.12平方千米。當地共有人口21355人，而人口密度為每平方千米2,065.28人。